# الجامعة الحرة بأمستردام

شعار الجامعة الحرة بأمستردام

الجامعة الحرة بأمستردام جامعة هولندية بمدينة امستردام، تأسست سنة 1880 عن يد جماعة أرثوذكسية بروتستانتية مسيحية بزعامة أبرهام كويبر.

## مواقع خارجية
- الموقع الرسمي على الشبكة.